# René Gouast
 (février 2018).
Si vous disposez d'ouvrages ou d'articles de référence ou si vous connaissez des sites web de qualité traitant du thème abordé ici, merci de compléter l'article en donnant les références utiles à sa vérifiabilité et en les liant à la section « Notes et références ».
René Gouast, de son vrai nom René Pierre Désiré Lasne, né le 12 août 1897 à Bolbec et mort le 17 octobre 1980 à Paris, est un peintre français. 

## Biographie
Il laisse longtemps croire qu'il est né en 1903, ce qui fait de lui un homme du XXe siècle. Il est le fils d'un père imprimeur et journaliste et d'une mère artiste amateur qui abandonna la peinture pour se consacrer à ses enfants. C'est à sa mère qu'il emprunte son nom de peintre, pour laisser à son frère Jean, peintre en plein essor, celui de son père.
Il passe dix années de sa vie en Afrique, où il peint des paysages d'une nouvelle vigueur, des compositions rigoureuses aux couleurs pures. Vient le début de la Seconde Guerre mondiale, son frère est tué. Gouast ne touchera plus au pinceau pendant cinq ans.
À partir de 1945, il recommence à peindre. Dès 1948, il fait un premier grand voyage à bicyclette jusqu'à Perpignan où il retrouve Dufy[Lequel ?] cet autre Normand. Il est en mesure d'exposer à nouveau et choisit la Normandie. Entre-temps, il voyage, il remplit ses dossiers de dessins, dans lequel il puise à son retour à l'atelier. Gouast dispose de deux ateliers, l'un à Paris, l'autre à Thury[Lequel ?], dans une vaste grange aménagée. 
En 1969, il voyage en Espagne, où il voit disparaître sa femme. En 1975, il a 78 ans, la fatigue et la souffrance le guettent. Un an plus tard, il ne sera pas en mesure d'être présent à l'inauguration de sa dernière exposition, au château-musée de Dieppe. En septembre 1980, il peint jusqu'au dernier moment à Thury, et sa dernière œuvre sur papier Melancholia restera au chevalet.

## Ses principales expositions
- 1938 : Paris, Galerie Billiet-Pierre Vorms
- 1950 : Rouen, Galerie Menuisement
- 1952 : Rouen, Galerie Menuisement
- 1953 : Rouen, Galerie Menuisement Exposition Gouast, Tolmer et Cramoysan
- 1955 : Paris, Galerie Suillerot
- 1956 : Rouen, Galerie Menuisement
- Dieppe, Casino municipal
- 1957 : Menton, Biennale
- Dieppe, Casino municipal
- Rouen, Galerie Menuisement
- Paris, Galerie Suillerot
- 1959 : Dieppe, Galerie des Tribunaux
- Rouen, Galerie Menuisement
- Paris, Galerie Suillerot
- 1961 : Rouen, Galerie Menuisement
- Dieppe, Casino municipal
- Dieppe, Galerie Longuemare
- 1963 : Dieppe, Casino municipal
- 1964 : Galerie Suillerot
- 1965 : États-Unis, expositions itinérante
- Perpignan, Galerie de la Main de Fer
- 1966 : Dortmund, exposition particulière au Musée où Gouast occupe deux salles près de celle réservée à Picasso
- Rouen, Galerie Menuisement
- Paris, Galerie Suillerot
- 1967 : Dieppe, Casino Municipal
- 1969 : Rouen, L'Armitière
- 1970 : Paris, Galerie Suillerot
- 1971 : Salon de Rouen, invité d'honneur
- 1975 : Galerie Suillerot
- 1979 : Dieppe, exposition particulière au Château Musée
- 1981 : Senlis, Musée
- 1996 : Paris Villette, Théâtre
- 1996 : Troyes, Musée d'art moderne
- 1998 : Le Havre, Galerie Éric Baudet
- 1999 : Honfleur, Galerie Danielle Bourdette-Gorzkowski
- 2000 : Le Havre, Galerie Éric Baudet
- Du 16 février au 7 avril 2007 : Le Havre, Galerie Raymond Suillerot